# Nuevo León (Chiapas)
Nuevo León es una localidad del estado mexicano de Chiapas. Es parte del municipio de Teopisca.

## Demografía
| Gráfica de evolución demográfica |
|                                  |

| Censo | Población |
| ----- | --------- |
| 1910  | 466       |
| 1921  | 542       |
| 1930  | 500       |
| 1940  | 692       |
| 1950  | 613       |
| 1960  | 757       |
| 1970  | 1 026     |
| 1980  | 1 431     |
| 1990  | 1 879     |
| 2000  | 2 514     |
| 2010  | 2 782     |
| 2020  | 2 787     |